# Drogo de Mantes
Drogo de Mantes también Drogo de Vexin (Dreux, c. 996-13 de agosto de 1035) fue un caballero francés convertido en noble de la órbita normanda, conde de Mantes, Vexin, Valois y Amiens a principios del siglo XI hasta su muerte. Era hijo de Gautier [Walter] II of Vexin, apodado el Blanco. Murió en 1035, durante una peregrinación a Tierra Santa acompañando a Roberto I de Normandía.

## Herencia
Se casó con Goda, hija del rey Etelredo el Indeciso de Inglaterra y la reina Emma de Normandía y hermana del rey Eduardo el Confesor. Sus hijos conocidos fueron 
- Raúl el Tímido, conde de Hereford;
- Gautier III de Vexin, conde de Mantes;
- Fulk, obispo de Amiens, algunas fuentes inducen a pensar que fue otro hijo.[3]